# Кальменов, Тынысбек Шарипович
Тынысбек Шарипович Кальменов (5 мая 1946 года, село Коксаек, Ленгерский район, Южно-Казахстанская область, КазССР, СССР) — советский и казахстанский математик, доктор физико-математических наук (1983), профессор (1986), академик Национальной академии наук Республики Казахстан, специалист в области теории дифференциальных операторов и их спектральных свойств, генеральный директор Института математики и математического моделирования, Алматы, Казахстан. Заслуженный деятель науки и техники Казахстана (1996).

## Биография
Происходит из рода жаныс племени дулат
В 1969 году окончил Новосибирский государственный университет, представитель школы члена-корреспондента АН СССР А. В. Бицадзе.
В 1969—1972 годах аспирант Института математики Сибирского отделения АН СССР.
С 1972 по 1985 годы — работал в Институте математики АН КазССР, прошел путь от младшего научного сотрудника до заведующего лабораторией (1984—1985).
В 1983 году в МГУ им. М. В. Ломоносова защитил докторскую диссертацию на тему: «О регулярных краевых задачах и спектре для уравнений гиперболического и смешанного типов».
С 1985 по 1991 годы — работал деканом математического факультета Казахского государственного университета.
С 1991 по 1997 годы — ректор Казахского химико-технологического университета, Южно-Казахстанского технического университета.
С 1998 по 2003 годы — заведующий кафедрой Южно-Казахстанского государственного университета.
С 2004 года он является Генеральным директором Центра физико-математических исследований Министерства образования РК (Институт математики, информатики и механики), с 2012 года преобразованного в Институт математики и математического моделирования.

## Награды и достижения
В 1978 году удостоен премии Ленинского комсомола Казахстана, в 1996 году стал Заслуженным деятелем науки и техники Республики Казахстан. В 1989 году избран членом-корреспондентом АН КазССР, и в 2003 году становится академиком НАН РК.
В 1989 году под председательством Кальменова Т. Ш. был создан межрегиональный (Казахстан, Туркменистан, Таджикистан, Кыргызстан) диссертационный Совет. В 2000 году в Шымкенте на базе ЮКГУ вновь был открыт межрегиональный диссертационный Совет (Узбекистан, Туркменистан, Казахстан). В 1996 году под его непосредственным руководством был проведен Первый съезд математиков Казахстана. Он является заместителем председателя Национального научного совета Республики Казахстан по приоритету «Интеллектуальный потенциал страны». Неоднократно выступал с пленарными и приглашенными докладами на международных научных конференциях в США (2008 г.), Великобритании (2009, 2011 гг.), Испании (2006 г.), Италии (2010 г.), Германии (2009, 2010 гг.), Японии (2009 г.), Франции (2009, 2010 гг.), Китае (1993, 2002 г.), Индии (2010 г.), в Росcии и во всех странах СНГ. На многих международных конференциях он являлся членом Организационного комитета.
Академиком Т. Ш. Кальменовым в Казахстане создана крупная научная школа с мировым признанием. Им подготовлено 11 докторов и более 50 кандидатов наук. Труды академика Т. Ш. Кальменова опубликованы в высокорейтинговых международных научных журналах. Специалист по теории дифференциальных операторов и их спектральных свойств. Награждён орденами (орденом «Құрмет» в 2008 году) и медалями Республики Казахстан, а в 2013 году за цикл работ «К теории начально-краевых задач для дифференциальных уравнений», ему присвоена Государственная премия в области науки и техники.

## Семья
Жена — Кальменова Жанар Турдалиевна (1951 г. р.). Сыновья — Галымжан (1973 г. р.), Динмухамед (1976 г. р.), Дарханбек (1980 г. р.), Бакдаулет (1984 г. р.), Бакдауир (1990 г. р.), Бекмухамед (1992 г. р.), Ермухамед (1993 г. р.); дочери — Салтанат (1975 г. р.), Маржан (1978 г. р.), Данара (1982 г. р.).